# Klein Sionshof
Klein Sionshof (ook wel Weduwenhofje of Hof van Emerentia Banninghs) is een hofje aan de Schoolsteeg 1-5 in de Nederlandse stad Leiden, provincie Zuid-Holland. Het hofje heeft een zandstenen poort, die is bekroond door fronton met opschrift over de stichting. 

## Geschiedenis
In 1641 kreeg Emerentia Banninghs, vrouw van de toenmalige burgemeester Jan van Brouckhoven, toestemming van de regenten van Sion en stichtte dit hofje. Zij deed dit uit medelijden voor de weduwen, die conform voorschrift het Sionshof moesten verlaten zodra hun echtgenoot was overleden. Het hofje bestond oorspronkelijk uit vier huisjes die bewoond werden door weduwen. Ter onderscheid kreeg toen ook het Sionshof de naam Groot Sionshof. Haar man stichtte eerder in 1631 het naastgelegen Brouchovenhof.
Het hofje is meerdere keren vergroot, namelijk in 1505 en 1568. Het Klein Sionshof bood uitkomst voor deze weduwen. Midden in de 20e eeuw zijn de gebouwen van het hofje onbewoonbaar verklaard. In 1992 werd het hofje gerestaureerd. De vier huisjes zijn hierbij samengevoegd tot twee nieuwe huizen.

## Opschrift
Boven het hofje bevindt zicht de volgende opschrift:
```
Wat Mildheyd Was en Is, Aen Dit Ons Syon Blijkt,
Twelk Jonck-Heer Huyg v. Zwieten Sijn Wijf Grond Leyde.
Vrouw Luytgert van Bos Huysen; D'Inkomst Wert Verrijckt.
Bij Ghysbert Korstensz. en Jan Lourenz. Backers Beyde 
Tot Mans en Vrouwen Troost, Doch Tot Der Weeuwen wee:
Dat in Vrouw Emerentia Benninghs Weck MedDoogen.
Dits Volgt 's-Haer Man. Den Sticht Heer vande Naeste Stee.
Tot Christi Leden Steun, Wiens Hooft hun wil Verhoogen.
```

## Foto's

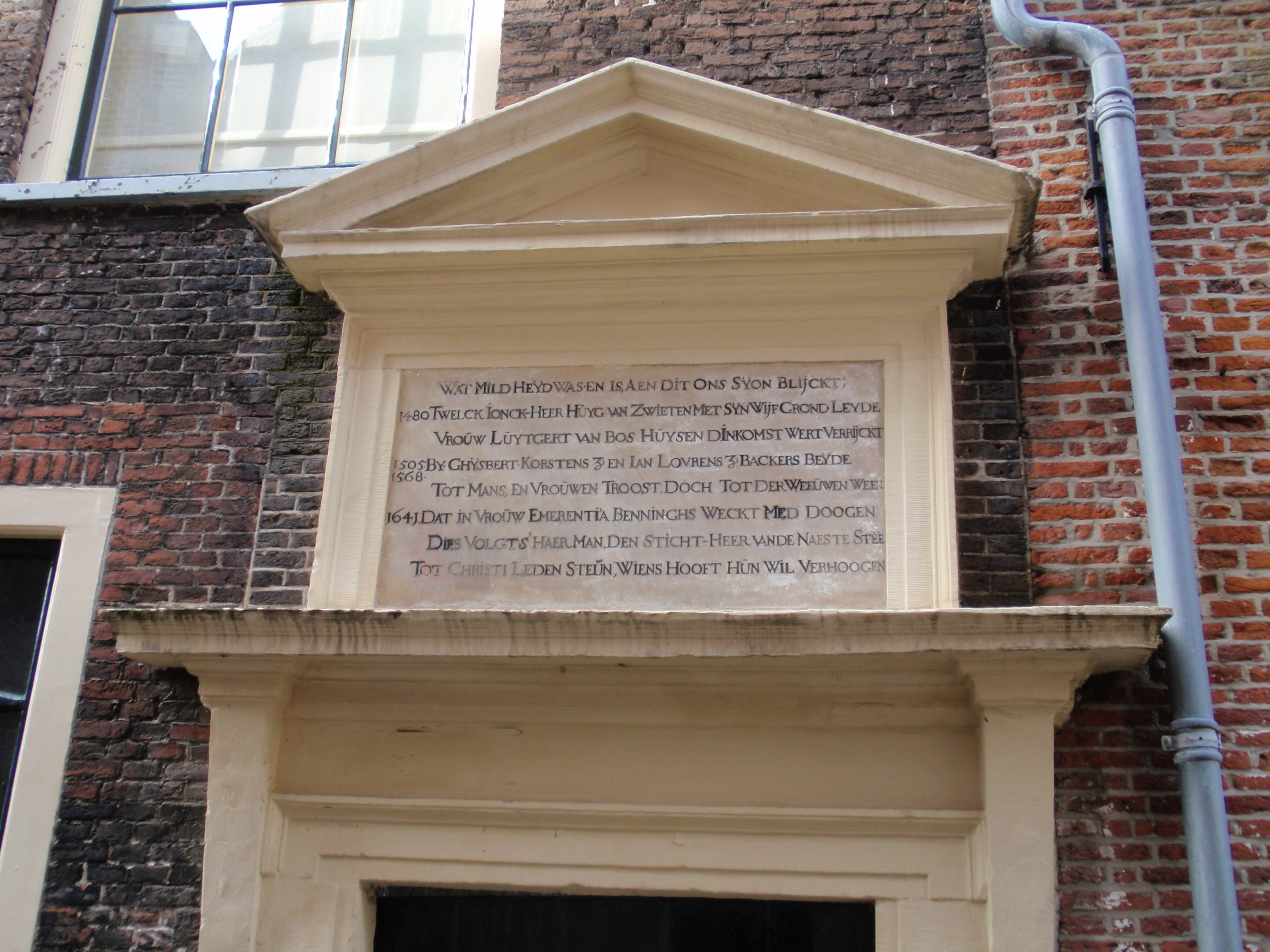
Toegangspoort in 2010
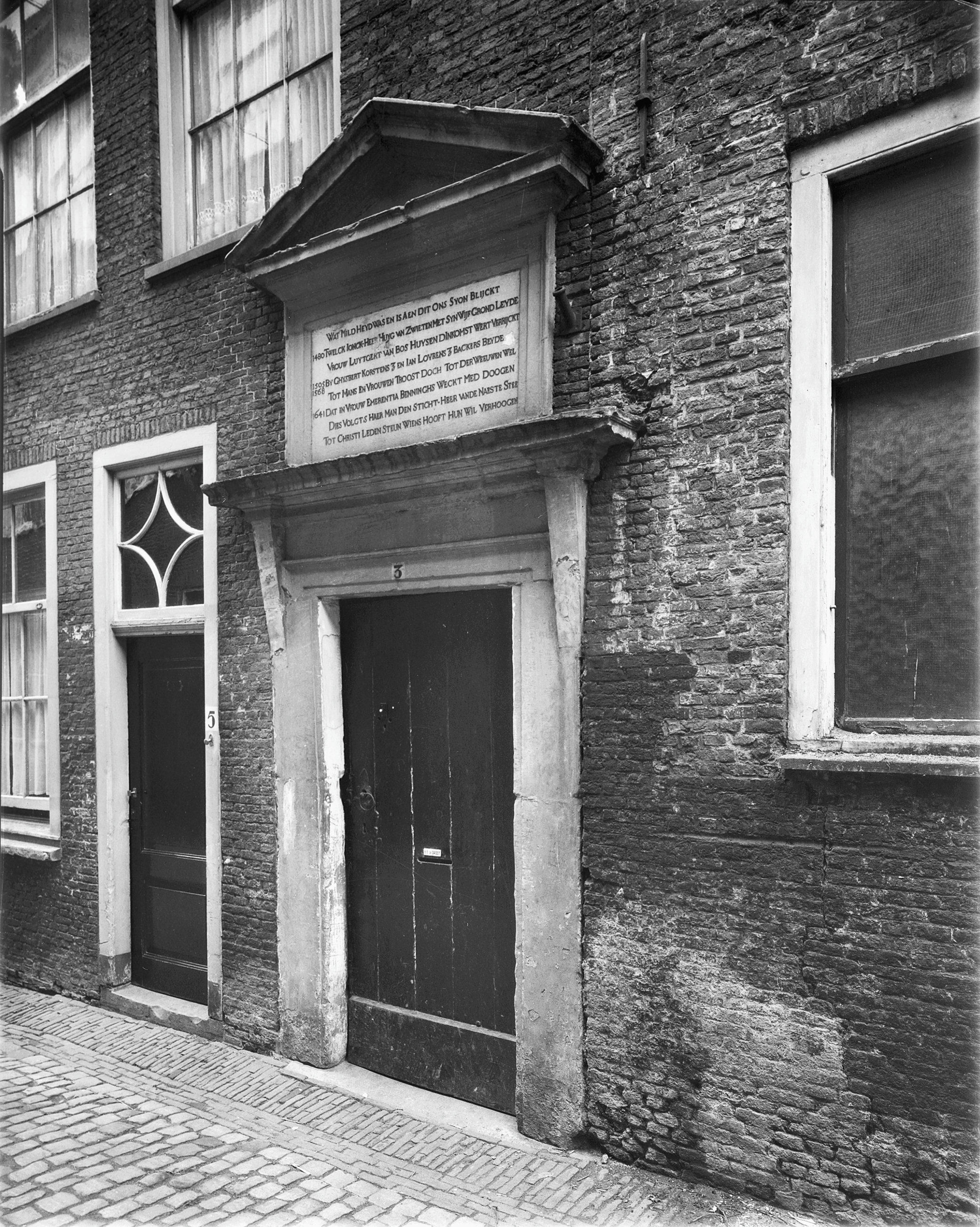
Toegangspoort in 1955
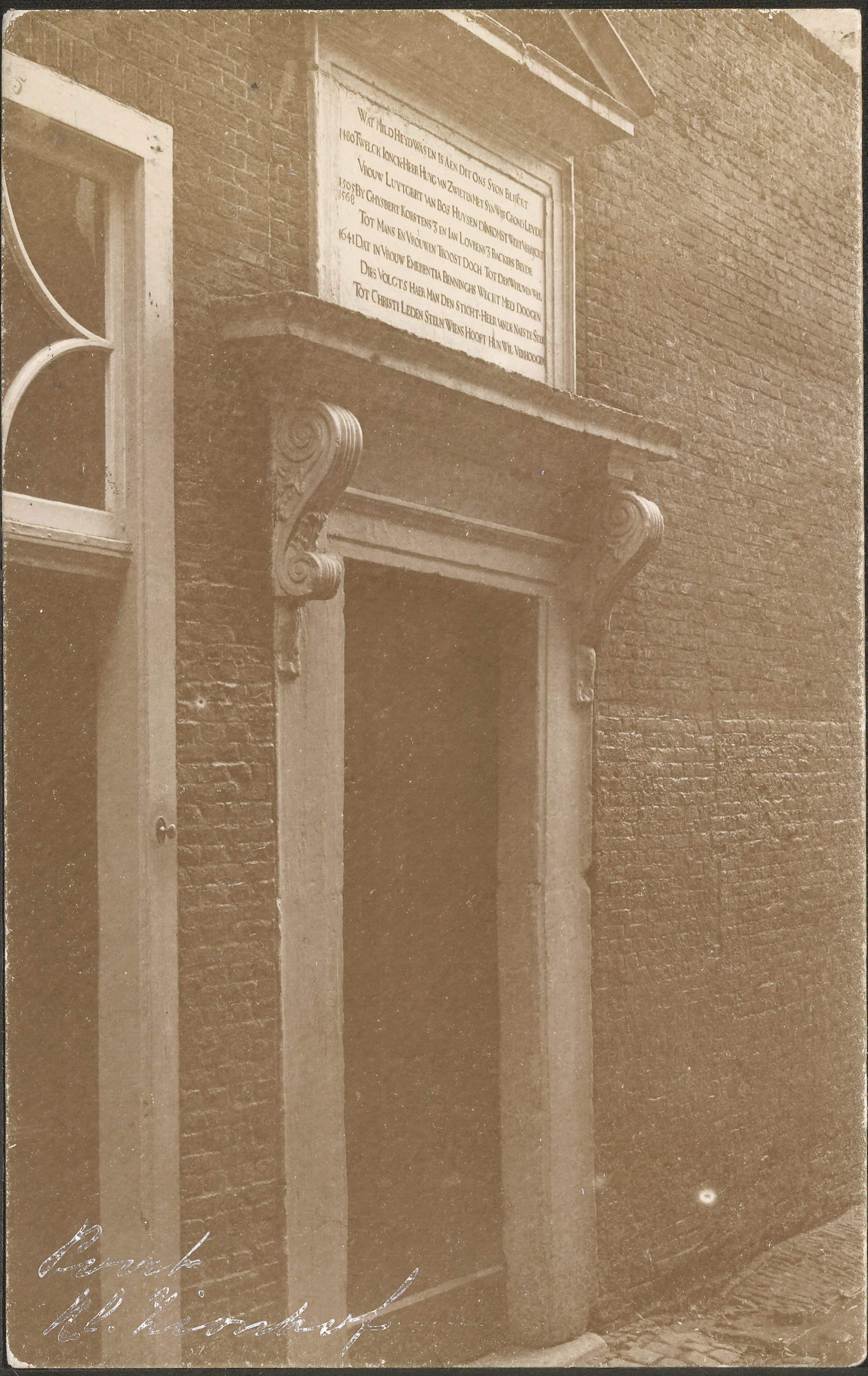
Poort in 1860
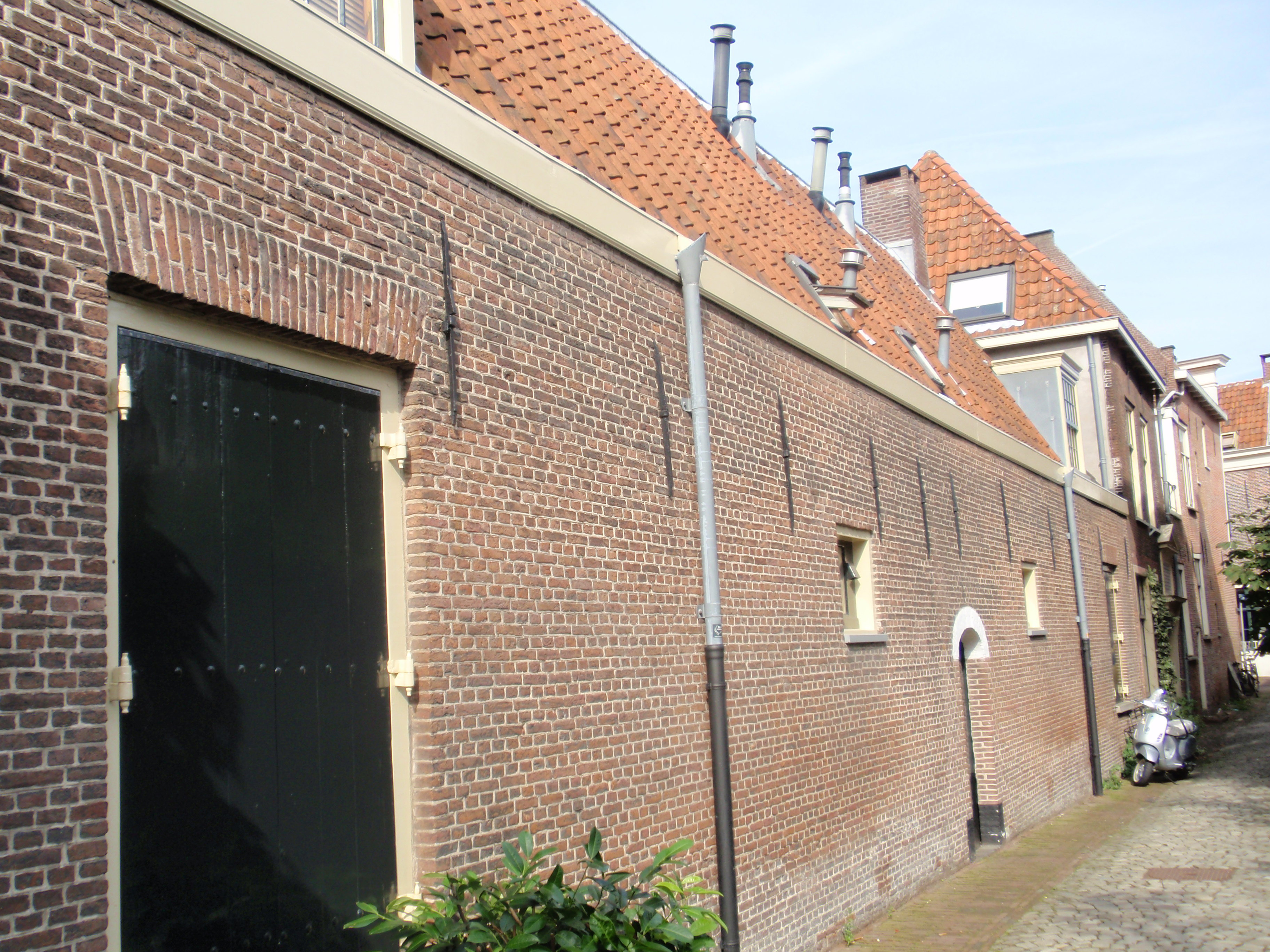
Zijmuur